# Rezonance (částice)
Rezonance v částicové fyzice je pík v energetické či hybnostní závislosti diferenciálního účinného průřezu reakcí subatomárních částic v rozptylových experimentech.
Tyto píky odpovídají subatomárním částicím či jejich excitacím s velmi krátkou dobou života, taktéž nazývaných rezonance (zpravidla baryonům, například baryon N, baryon delta, ale i mezonům, např. mezon ypsilon). Takové částice se rozpadají vlivem silné interakce, jejíž velká vazebná konstanta je důvodem jejich krátké doby života, kratší než 10−22 s. Značí se podobně jako ostatní subatomární částice pomocí písmen řečtiny a latinky (případně též indexovaným či doplněným čárkou či hvězdičkou), za kterým je připojena závorka s číselnou hodnotou střední energie píku vyjádřené v MeV.
Šířka rezonance (Γ) souvisí se střední dobou života částice (τ) (nebo jejího excitovaného stavu) podle vzorce
{\displaystyle \Gamma ={\frac {\hbar }{\tau }}}
kde ℏ je redukovaná Planckova konstanta.